# ÜberSoldier
ÜberSoldier là game bắn súng góc nhìn thứ nhất lấy bối cảnh Thế chiến II do hãng Burut Creative Team phát triển và CDV phát hành vào năm 2006. Tên gốc tiếng Nga của game là Восточный Фронт (Eastern Front).

## Cốt truyện
ÜberSoldier nói về cuộc hành trình hư cấu của Karl Stolz, một người lính Đức thông thường như bao người lính khác, đã trải qua quá trình tử trận trên chiến trường, sau đó được phục sinh, có được sức mạnh siêu nhiên giúp anh chiến đấu qua từng mặt trận đẫm máu của Thế chiến II. Ngay trước khi bị quân Đức Quốc xã truyền bá tư tưởng phát xít, một thành viên của quân kháng chiến Đức đã cứu giúp anh và cố gắng thay đổi lòng trung thành của anh ta. Karl Stolz giờ đây đã trở thành một dạng siêu chiến binh gọi là ÜberSoldier của lực lượng kháng chiến Đức giúp họ phá hủy cơ sở hạ tầng "chế tạo ÜberSoldier".

## Lối chơi
Game có một dạng quyền năng tái sinh giúp người chơi có khả năng ngăn chặn đạn bắn từ quân địch. Tấm khiên giữ lại những viên đạn cho đến khi chúng va vào thứ gì đó như tường hoặc kẻ thù. Về sau viên đạn sẽ giết chết hoặc gây thương tích cho kẻ thù, biến nó trở thành một công cụ hữu ích. Ngoài ra, nếu người chơi tắt lá chắn trong khi đạn bị kẹt trong đó, chúng sẽ bị bắn trả vào quỹ đạo ngược, sẽ giết bất kỳ kẻ thù nào bị trúng đạn bay. Người chơi cũng có thể tăng lượng sát thương tùy ý.

## Phần tiếp theo
Phần tiếp theo được phát hành vào năm 2008 với tên gọi ÜberSoldier II hoặc Crimes of War, hoặc dưới tên gốc, Восточный Фронт: Крах Анненербе (Eastern Front: Fall of Ahnenerbe).

## Đón nhận
ÜberSoldier thường gặp các đánh giá tầm thường và tiêu cực và có điểm số Metacritic chấm là 57/100 dựa trên 32 đánh giá. Bob Colayco của GameSpot đã cho game mức điểm là 4.6/10, ca ngợi đồ họa nhưng chỉ trích phần lồng tiếng, yêu cầu hệ thống cao và thiếu hỗ trợ phần chơi mạng. Đến năm 2014, trò chơi đã tìm thấy sự công nhận trong cộng đồng YouTube sau khi phát hành phần tiếp theo trên Steam.